# إستيبان دي خيسوس
إستيبان دي خيسوس مواليد 2 أغسطس 1951 في بورتوريكو - الوفاة 12 مايو 1989 في سان خوان، كان ملاكم سابق.

## إحصائيات
خاض خلال مسيرته 63 نزالا، فاز في 58 وتعادل في 0 وخسر في 5. فاز بالضربة القاضية في 33 نزالا.

## روابط خارجية
- إستيبان دي خيسوس على موقع بوكس ريك (الإنجليزية) (registration required)